# كلايتون ستانلي
كلايتون ستانلي (بالإنجليزية: Clayton Stanley)‏ (ولدت 20 يناير 1978) هو لاعب أمريكي الكرة الطائرة، وهو عضو في فريق الوطني للكرة الطائرة رجال الولايات المتحدة الأمريكية، وأحد المشاركين في دورة الألعاب الأولمبية (أثينا 2004 و بكين 2008 و لندن 2012)، 2008 الاولمبي. کلایتون «أفضل لاعب» دورة الألعاب الاولمبية الصيفية 2008.

## معلومات الاندية
- النادي الحالي :سنتوري
- النادي الأول  : سالونيك

## معلومات تقنية
الطول: 2,05 م
الارتقاء في السحق : 3,57 م
الارتقاء في الصد : 3,32 م

## روابط خارجية
- كلايتون ستانلي على موقع الاتحاد الأوروبي (الإنجليزية)
- كلايتون ستانلي على موقع عالم الكرة الطائرة (الإنجليزية)
- كلايتون ستانلي على موقع اللجنة الأولمبية الدولية (الإنجليزية)
- كلايتون ستانلي على موقع أوليمبيديا (الإنجليزية)
- كلايتون ستانلي على موقع اللجنة الأولمبية والبارالمبية الأمريكية (الإنجليزية)